# Парамос-Вальес

Парамос-Вальес (исп. Páramos - Valles)  — район (комарка) в Испании, входит в провинцию Паленсия в составе автономного сообщества Кастилия и Леон.

## Муниципалитеты
1. Алар-дель-Рей
2. Аюэла
3. Басконес-де-Охеда
4. Буэнависта-де-Вальдавиа
5. Бустильо-де-ла-Вега
6. Бустильо-дель-Парамо-де-Каррион
7. Калаорра-де-Боэдо
8. Кольясос-де-Боэдо
9. Конгосто-де-Вальдавиа
10. Деэса-де-Романос
11. Фресно-дель-Рио
12. Эррера-де-Писуэрга
13. Ла-Пуэбла-де-Вальдавиа
14. Ла-Серна
15. Лагартос
16. Ла-Вид-де-Охеда
17. Ледигос
18. Лома-де-Усьеса
19. Мантинос
20. Мисьесес-де-Охеда
21. Олеа-де-Боэдо
22. Ольмос-де-Охеда
23. Парамо-де-Боэдо
24. Пайо-де-Охеда
25. Педроса-де-ла-Вега
26. Пино-дель-Рио
27. Поса-де-ла-Вега
28. Праданос-де-Охеда
29. Кинтанилья-де-Онсония
30. Ренедо-де-ла-Вега
31. Ревилья-де-Кольясос
32. Сальдания
33. Сан-Кристобаль-де-Боэдо
34. Санта-Крус-де-Боэдо
35. Сантервас-де-ла-Вега
36. Сантибаньес-де-Экла
37. Агилар-де-Кампоо
38. Табанера-де-Вальдавиа
39. Вальдеррабано
40. Вильябаста-де-Вальдавиа
41. Вильяэлес-де-Вальдавиа
42. Вильяльба-де-Гвардо
43. Вильялуэнга-де-ла-Вега
44. Вильямерьель
45. Вильянуньо-де-Вальдавиа
46. Вильяпроведо
47. Вильяррабе
48. Вильясила-де-Вальдавиа
49. Вильота-дель-Парамо